# Tirà ploraner pàl·lid
El tirà ploraner pàl·lid (Rhytipterna immunda) és un ocell de la família dels tirànids (Tyrannidae).

## Hàbitat i distribució
Habita zones arbustives, sabana, localment a les terres baixes de l'est de Colòmbia, Surinam, Guaiana Francesa i oest amazònic del Brasil.